# برايان ألارد
برايان ألارد (بالإنجليزية: Brian Allard)‏ هو لاعب كرة قاعدة أمريكي، ولد في 3 يناير 1958 في سبرينغ فالي في الولايات المتحدة.

## وصلات خارجية
- برايان ألارد على موقعبيزبول رفرنس.كوم (الدوري الرئيسي) (الإنجليزية)
- برايان ألارد على موقعبيزبول رفرنس.كوم (الدوري الثانوي) (الإنجليزية)
- برايان ألارد على موقع مشجعي الرسوم البيانية (الإنجليزية)